# Puig Cornador (Viladrau)
El Puig Cornador és una muntanya de 860 metres que es troba al municipi de Viladrau, a la comarca catalana d'Osona.